# Joanna Lumley

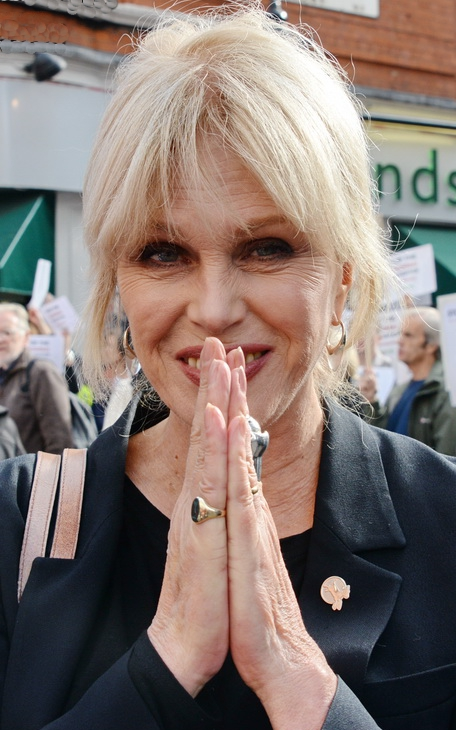
Joanna Lumley (2014)

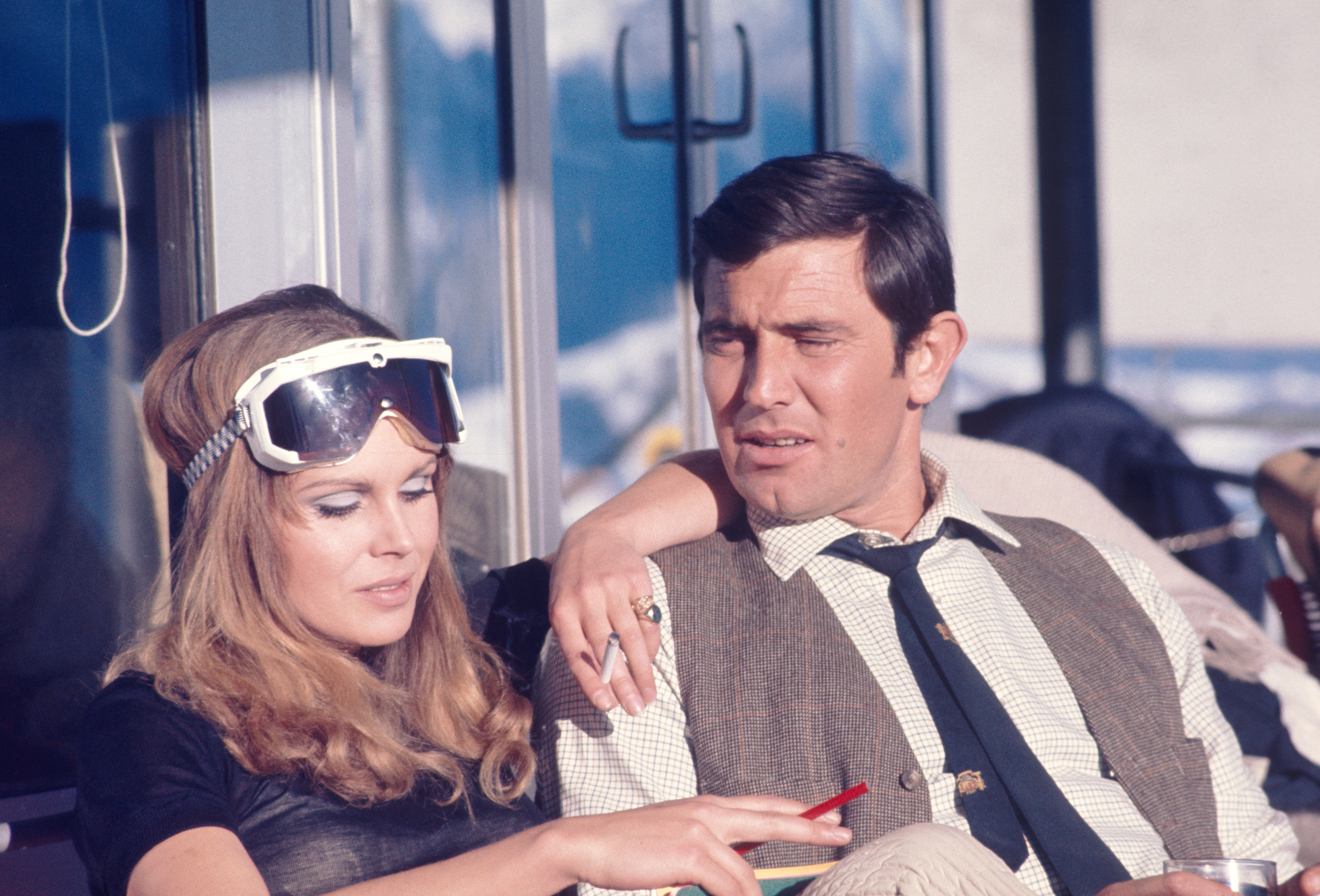
Joanna Lumley und George Lazenby beim Dreh von James Bond 007 – Im Geheimdienst Ihrer Majestät auf Piz Gloria, 1968

Dame Joanna Lamond Lumley, DBE (* 1. Mai 1946 in Srinagar, Kaschmir, damals Britisch-Indien), ist eine britische Schauspielerin und ein ehemaliges Model. Ihre bekannteste Rolle hatte sie als Patsy Stone in der BBC-Serie Absolutely Fabulous.

## Leben und Werk
Sie begann ihre Filmkarriere als Bondgirl in James Bond 007 – Im Geheimdienst Ihrer Majestät. Ihre erste größere Rolle hatte sie 1976 in der Neuauflage der Agentenserie Mit Schirm, Charme und Melone als „Purdey“, der weiblichen Mitstreiterin von „John Steed“.
Lumley hat sich auf Frauen aus der Oberklasse spezialisiert, ihre markante tiefe Stimme hilft ihr bei deren Darstellung.
Darüber hinaus schrieb sie Bücher, u. a. Stare Back and Smile (Autobiografie), Forces Sweethearts, Girl Friday und In the Kingdom Of Thunder.
Auf dem ersten Höhepunkt ihrer Karriere machte sie Mitte der 1960er Schlagzeilen, als sie ihren Sohn Jamie als alleinerziehende Mutter aufzog, was in der damaligen Gesellschaft kaum akzeptiert wurde. 1970 war sie ein halbes Jahr lang mit dem Komödienautor Jeremy Lloyd verheiratet. 1986 ehelichte sie Stephen Barlow.
Lumley setzt sich seit langem für Menschenrechte ein, unter anderem für Survival International. 1995 wurde sie als Officer des Order of the British Empire (OBE) ausgezeichnet, an britischen Universitäten erhielt sie mehrere Ehrendoktorwürden.
Zu ihren engeren Freunden zählen auch der britische König Charles III. und seine Ehefrau Camilla, zu deren Hochzeitsfeier sie geladen war.
Im Rahmen der Neujahresehrung 2022 wurde Lumley von Königin Elisabeth II. als Dame Commander des Order of the British Empire geadelt.

## Bibliografie
- Stare Back and Smile
- Forces Sweethearts
- Girl Friday
- Absolutely

## Filmografie (Auswahl)

### Filme
- 1969: Some Girls Do
- 1969: James Bond 007 – Im Geheimdienst Ihrer Majestät (On Her Majesty’s Secret Service)
- 1970: The Breaking of Bumbo
- 1970: Games That Lovers Play
- 1970: Tam Lin
- 1973: Don’t Just Lie There, Say Something
- 1974: Dracula braucht frisches Blut (The Satanic Rites of Dracula)
- 1982: Der rosarote Panther wird gejagt (Trail of the Pink Panther)
- 1983: Der Fluch des rosaroten Panthers (Curse of the Pink Panther)
- 1983: Sehnsucht ohne Ende (The Weather in the Street)
- 1985: Handlanger des Todes (Glory Boys)
- 1990: Shirley Valentine – Auf Wiedersehen, mein lieber Mann
- 1993: Cluedo
- 1995: Unschuldige Lügen (Innocent Lies)
- 1996: James und der Riesenpfirsich (James and the Giant Peach, Stimme von „Tante Zinke“)
- 1997: Prinz Eisenherz (Prince Valiant)
- 1997: Rosamunde Pilcher: Heimkehr (Fernsehfilm)
- 1998: Eine sehr englische Ehe (A Rather English Marriage)
- 1998: Rosamunde Pilcher: Das große Erbe (Fernsehfilm)
- 1999: Mad Cows
- 1999: Parting Shots
- 1999: Doctor Who: The Curse of Fatal Death (Kurzfilm)
- 2000: Maybe Baby
- 2001: The Cat’s Meow
- 2004: Ella – Verflixt & zauberhaft (Ella Enchanted)
- 2004: Agatha Christie’s Marple – Die Tote in der Bibliothek (Marple: The Body in the Library, Fernsehfilm)
- 2005: Corpse Bride – Hochzeit mit einer Leiche (Tim Burton’s Corpse Bride, Stimme von „Maudeline Everglot“)
- 2009: Boogie Woogie
- 2010: Agatha Christie’s Marple – Mord im Spiegel (Marple: The Mirror Crack’d From Side To Side, Fernsehfilm)
- 2011: Late Bloomers
- 2013: The Wolf of Wall Street
- 2013: Gangsta Granny (Fernsehfilm)
- 2015: Zufällig allmächtig (Absolutely Anything)
- 2016: Ein ganzes halbes Jahr (Me Before You)
- 2016: Absolutely Fabulous: Der Film (Absolutely Fabulous: The Movie)
- 2020: Verrückt nach Figaro (Falling for Figaro)
- 2021: The Picture of Dorian Gray

### Fernsehserien
- 1973: Coronation Street (8 Folgen)
- 1976–1977: Mit Schirm, Charme und Melone (The New Avengers, 26 Folgen)
- 1979–1982: Sapphire & Steel (34 Folgen)
- 1992–2012: Absolutely Fabulous (39 Folgen)
- 1994–1995: Class Act (14 Folgen)
- 1999: Dr. Willoughby (6 Folgen)
- 2005–2007: Sensitive Skin (12 Folgen)
- 2009: Lewis – Der Oxford Krimi (Lewis, Folge: Der letzte Blues)
- 2010: Mistresses – Aus Lust und Leidenschaft (Mistresses, 4 Folgen)
- 2021: Finding Alice (6 Folgen)
- 2024: In ewiger Schuld (Fool Me Once, 8 Folgen)
- 2025: Wednesday